# 第10回極東選手権競技大会
第10回極東選手権競技大会（だい10かいきょくとうせんしゅけんきょうぎたいかい）は、1934年5月12日から5月20日まで、米領フィリピンのマニラで行われた極東選手権競技大会（総合競技大会）。

## 実施競技
- 陸上競技（詳細）
- 混成競技
- 競泳
- 野球
- テニス
- サッカー
- バスケットボール
- バレーボール